# Conhuaxo
Conhuaxo är en ort i Mexiko.   Den ligger i kommunen Huamuxtitlán och delstaten Guerrero, i den sydöstra delen av landet, 190 km söder om huvudstaden Mexico City. Conhuaxo ligger 896 meter över havet och antalet invånare är 414.
Terrängen runt Conhuaxo är kuperad åt nordväst, men åt sydost är den bergig. Conhuaxo ligger nere i en dal. Runt Conhuaxo är det ganska tätbefolkat, med 65 invånare per kvadratkilometer. Närmaste större samhälle är Huamuxtitlán, 2,0 km nordost om Conhuaxo. Omgivningarna runt Conhuaxo är en mosaik av jordbruksmark och naturlig växtlighet.